# Silvio Pellico (Córdoba)
Silvio Pellico es una localidad ubicada en el departamento General San Martín, al sudeste de la provincia de Córdoba, Argentina. Dista 37 km de la ciudad de Villa María y a 178 km de Córdoba.

## Toponimia
Pedro Fraire, un comerciante de origen italiano, fundó la colonia en 1884, la cual se pobló con inmigrantes originarios de Saluzzo, Italia, de donde era originario el mismo Fraire. La llamó Silvio Pellico en honor al poeta italiano  homónimo quien pasó 7 años presos por motivos políticos. Las vías del ferrocarril que debían pasar por Silvio Pellico fueron finalmente desviadas por intereses económicos ajenos a la localidad, impidiendo un mayor desarrollo del poblado.

## Población
Cuenta con 510 habitantes (Indec, 2022), lo que representa un incremento del 24% frente a los 386 habitantes (Indec, 2010) del censo anterior.
| Gráfica de evolución demográfica de Silvio Pellico entre 1991 y 2010 |
|                                                                      |
| Fuente: Censos nacionales del INDEC                                  |

## Historia
En las provincias de Córdoba y Santa Fe la inmigración piamontesa fue muy fuerte, en Silvio Pellico el 75% de la población es descendiente de piamonteses en diversos grados, aproximadamente, de ese 75% el 30% es puramente hija de piamonteses, principalmente inmigrantes del norte de Italia, de la región de Turín, Saluzzo (familias Conrero, Demarchi, Nicolino, Ravarino...entre otras) , pero también en Silvio Pellico se localiza una fuerte radicación alemana, se estima que el 5-7% tiene algún ascendiente de origen alemán, también aparecen aportes gauchescos en esta población, siendo minoritarios, aproximadamente, el 15% de la población tiene algún que otro antepasado gaucho o criollo, siendo los principales grupos étnicos del pueblo, en las zonas del campo, se nota una migración interna procedente de las provincias como Chaco o Santa Fe.

## Deportes
En 1952 se creó el club deportivo y biblioteca Silvio Pellico, que participó en diversas ligas y campeonatos amistosos siendo su clásico rival Unión Social de Alto Alegre, el equipo del pueblo de Silvio Péllico ha ganado más campeonatos que su par Alto Alegrense, el cual no ganó ni una sola Liga. Siendo dos veces campeón de la desaparecida Liga de Cintra, llamó la atención de la Liga Villamariense, la cual tomó la decisión de adquirirlo a su Liga en 1985, convirtiéndose en el primer pueblo menor de 1000 hab. en que su equipo esté en esta Liga. En 1994 disputó la Copa Centenario con Ricardo Gutiérrez de La Palestina (Córdoba) ganando Silvio Pellico por 3-1. el equipo siguió en la Liga hasta que en 2002 la abandonó, hasta su reciente vuelta en 2015.

## Edificaciones
Una iglesia, dos cooperativas, cuatro kioscos, un hospital, una Municipalidad, dos corralones, un polideportivo, una sala velatoria-biblioteca y un centro de jubilados.